# Ботаническое общество Америки
Ботаническое общество Америки (англ. Botanical Society of America, BSA) — научная и просветительская общественная организация, объединяющая ботаников (учёных, преподавателей, учителей, студентов) в 80 странах мира и базирующаяся в США. Основана в 1893 году.

## История
Ботаническое общество Америки было основано в 1893 году на базе Ботаническогго клуба (Botanical Club) Американской ассоциации продвижения науки (American Association for the Advancement of Science). В 1906 году к нему было присоединено «Общество морфологии и физиологии растений» (Society for Plant Morphology and Physiology; осн. 1896) и «Американское микологическое общество» (American Mycological Society; осн. 1903).

## Секции
В обществе существуют 16 тематических секций:
- Bryological и Lichenological
- Developmental и Structural
- Ecological
- Economic
- Genetic
- Historical
- Microbiological
- Mycological
- Paleobotanical
- Phycological
- Physiological
- Phytochemical
- Pteridological
- Systematic
- Teaching
- Tropical Biology

Также выделяют 4 региональные секции: Northeastern, Midcontinent, Southeastern, Pacific.

## Президенты
Первым президентом Ботанического общества Америки был Уильям Трелис (1857—1945) (в 1894 году), вице-президентом — Натаниэль Лорд Бриттон (до 1907 года; президент в 1920 году), казначеем — Charles Arthur Hollick (1857—1933) (до 1916 года), а первым секретарём был fr:Duncan Starr Johnson (1867—1937) (до 1909 года).
Президентом общества в 2009 году является Kent Holsinger.
- 2008—2009 — Karl Niklas (Корнеллский университет, Итака, Нью-Йорк)[4]
- 2007—2008 — Pamela Soltis (University of Florida, Florida Museum of Natural History)
- 2006—2007 — Christopher H. Haufler (University of Kansas)[5]
- 2005—2006 — Edward L. Schneider (Santa Barbara Botanic Garden)[6]
- 1965 — Аарон Джон Шарп
- 1963 — Константин Джон Алексопулос
- 1950 — Алберт Фрэнсис Блексли
- 1920 — Натаниэль Лорд Бриттон
- 1911 — William G. Farlow (Гарвардский университет, Кэмбридж)
- 1910 — Erwin F Smith (U. S. Department of Agriculture — Labotatory of Plant Pathology, Вашингтон (округ Колумбия))
- 1909 — Roland Thaxter (Гарвардский университет, Кэмбридж)
- 1907 — Аткинсон, Джордж Фрэнсис (Корнеллский университет, Итака, Нью-Йорк)
- 1900 — Byron D. Halstead (Rutgers University, New Brunswick, Нью-Джерси)
- 1899 — Benjamin L. Robinson (Гарвардский университет, Кэмбридж)
- 1898 — Lucien M. Underwood (Колумбийский университет, Нью-Йорк)
- 1897 — Натаниэль Лорд Бриттон
- 1896 — John M. Coulter (Чикагский университет, Чикаго, Иллинойс)
- 1895 — Charles E. Bessey (University of Nebraska, Линкольн (Небраска))
- 1894 — Уильям Трелис (Ботанический сад Миссури, Сент-Луис, Миссури)

## Журналы
- American Journal of Botany, с 1914-
- Plant Science Bulletin, с 1955-